# Lalisa (canção)
"Lalisa" (hangul: 라리사, estilizado em letras maiúsculas) é o single de estreia da cantora e rapper tailandesa Lisa, membro do grupo feminino sul-coreano Blackpink. Foi lançado em 10 de setembro de 2021 pela YG Entertainment como o primeiro single de seu álbum de estreia de mesmo nome. Escrito e produzido por Teddy Park, colaboradores de longa data da YG, junto com Bekuh Boom e 24, "Lalisa" é caracterizada como uma faixa dinâmica de hip hop que tem influência da cultura tailandesa. 
A canção recebeu críticas mistas de críticos musicais, muitos dos quais elogiaram o desempenho e o carisma de Lisa; no entanto, alguns criticaram a composição e produção da música. Comercialmente, "Lalisa" entrou na Billboard Hot 100 dos EUA na 84ª posição e alcançou a 2ª posição na Billboard Global 200. Um videoclipe foi carregado no canal do Blackpink no YouTube simultaneamente com o lançamento do single. Nas primeiras 24 horas, o vídeo recebeu 73,6 milhões de visualizações, atraindo o maior número de visualizações em um único dia por um artista solo da plataforma. 

## Antecedentes e lançamento
Após o lançamento do primeiro álbum da companheira de banda Rosé em março de 2021, a atenção para Lisa veio à tona como o próximo membro a estrear como artista solo. Em um artigo publicado pelo The Korea Herald em 19 de abril, um representante da YG Entertainment revelou que Lisa iria estrear como a terceira solista de seu grupo com cronogramas a serem anunciados oficialmente por meio de um aviso no final do ano. Em 25 de julho, Lisa carregou duas imagens dela mesma em um estúdio em seus stories do Instagram com a legenda "Qual é o meu nome?", sugerindo o título de seu próximo lançamento.  Em 25 de agosto, YG confirmou que seu primeiro single seria intitulado Lalisa, em homenagem ao seu nome; a agência posteriormente revelou a lista das faixas do álbum, revelando que o single de mesmo nome serviria como faixa-título. A música foi lançada em 10 de setembro de 2021 e disponibilizada para download digital e streaming. A faixa foi escrita e produzida pelos colaboradores de longa data do Blackpink, Teddy Park e Bekuh Boom, com créditos de produção adicionais por 24.

## Música e letras
Estilisticamente, é caracterizada como uma faixa dinâmica de hip hop que infunde elementos tailandeses no break dance da música. A produção da faixa utiliza riffs de metais "provocativos" e ritmos dinâmicos que lembram sons de sirenes e incorpora a repetição de "Lalisa" nas letras. Em termos de notação musical, a canção é composta na tonalidade de mi bemol maior e carrega um andamento de 150 batidas por minuto. O nome do único álbum, junto com a faixa-título, é uma referência ao nome que ela recebeu ao visitar uma cartomante quando era jovem, como um gesto de boa sorte. Uma semana depois de mudar seu nome, a YG Entertainment informou que a aceitaram na agência como estagiária.

## Recepção crítica
"Lalisa" recebeu críticas mistas a positivas dos críticos - muitos dos quais elogiaram a presença e o carisma de Lisa; no entanto, a produção musical e o conteúdo lírico da canção receberam críticas. Escrevendo para o The Harvard Crimson, Allison S. Park afirmou que as "formidáveis habilidades de rap de Lisa brilham", mas criticou a "ausência de uma narrativa lírica coesa". Em uma análise negativa, Rhian Daly da NME afirmou que "em vez de ser o triunfo brilhante e arrogante que você poderia esperar, sua qualidade é desapontadoramente baixa". Referindo-se à faixa-título como "estranha", ela também sentiu que o conteúdo lírico não continha "coração ou alma" e, em vez disso, se concentrou mais em "fanfarronices" que não alcançaram o efeito pretendido.
Em uma crítica mais positiva, Chase McMullen do Beats Per Minute comentou que "é a performance de Lisa que habilmente toma o palco principal, com ela folheando as numerosas mudanças da música com tal suavidade que faz cada componente parecer perfeitamente natural". Anwaya Mane, do Pinkvilla, também elogiou a performance de alta energia de Lisa, chamando-a de "inimitável e inspiradora" e sentiu que "o rap ousado e confiante de Lisa é uma prova de quão longe a talentosa artista chegou."

## Desempenho comercial
"Lalisa" estreou em segundo lugar na Billboard Global 200 e Global Excl. U.S., marcando a primeira entrada solo de Lisa e uma das dez músicas mais importantes da tabela. Na Coreia do Sul, a canção estreou na 90ª posição no Gaon Digital Chart na semana de 5 a 11 de setembro, em menos de dois dias de acompanhamento. Na semana seguinte, a música atingiu o pico na 64ª posição. A música também estreou na 28ª posição na Billboard K-pop Hot 100. A canção alcançou o pico na Malásia em 1.ª posição, e em Singapura em 2.ª posição.
Nos Estados Unidos, "Lalisa" estreou em 84º lugar na Billboard Hot 100 e em 6º lugar na Digital Songs com 9.600 cópias digitais vendidas em sua primeira semana, dando a Lisa dois dos dez maiores sucessos na última tabela ao lado de "Money". A canção também estreou no topo da tabela do World Digital Song Sales, sua primeira posição no topo das tabelas como solista. No Reino Unido, "Lalisa" estreou na 68ª posição na UK Singles Chart e na 13ª posição na UK Singles Downloads Chart. No Canadá, a canção estreou na 42ª posição no Canadian Hot 100 e no 7ª posição na tabela da Canadian Digital Song Sales.

## Videoclipe
Um videoclipe para a música foi carregado no canal do Blackpink no YouTube em conjunto com o lançamento de "Lalisa"; o vídeo foi precedido de um teaser - lançado na mesma plataforma três dias antes. O videoclipe se tornou o vídeo de estreia mais visto e o vídeo mais visto por uma artista solo em 24 horas, obtendo 73,6 milhões de visualizações; o vídeo quebrou os recordes de "On the Ground" de Rosé e "Me!" de Taylor Swift com Brendon Urie, que recebeu 41,6 milhões de visualizações e 65,2 milhões em 24 horas, respectivamente. Em 27 de outubro de 2021, o videoclipe acumulou mais de 300 milhões de visualizações desde o lançamento.

## Apresentações ao vivo e promoção
Após o lançamento de seu único álbum em 10 de setembro, Lisa estreou a faixa-título no mesmo dia no The Tonight Show Starring Jimmy Fallon.  Em 19 de setembro, ela cantou "Lalisa" no Inkigayo da SBS, marcando sua estreia solo na televisão sul-coreana. Lisa cantou a música no Show! Music Core do MBC em 25 de setembro e novamente no Inkigayo da SBS em 26 de setembro.

## Prêmios e indicações
| Ano  | Organização             | Prêmio(s)                          | Resultado | Ref.   |
| ---- | ----------------------- | ---------------------------------- | --------- | ------ |
| 2021 | Mnet Asian Music Awards | Melhor Performance de Dança - Solo | Pendente  | [ 36 ] |

### Recordes mundiais de "Lalisa"
| Ano  | Organização            | Prêmio(s)                                                              | Ref.   |
| ---- | ---------------------- | ---------------------------------------------------------------------- | ------ |
| 2021 | Guinness World Records | O vídeo mais visto do YouTube por um artista solo em 24 horas          | [ 37 ] |
| 2021 | Guinness World Records | O vídeo mais visto do YouTube em 24 horas por um artista solo de K-pop | [ 37 ] |

### Prêmios de programas musicais
| Programa   | Rede | Data                   | Ref.   |
| ---------- | ---- | ---------------------- | ------ |
| Music Bank | KBS  | 17 de setembro de 2021 | [ 38 ] |

## Créditos
- Lalisa Manobal – vocal principal
- Teddy Park – letrista, compositor
- Bekuh Boom – compositor, letrista
- 24 – compositor, arranjador

## Desempenho nas tabelas musicais

### Tabelas semanais
| Tabela musical (2021)                   | Posição de pico |
| --------------------------------------- | --------------- |
| Austrália (ARIA)                        | 76              |
| Canadá (Canadian Hot 100)               | 42              |
| Euro Digital Songs (Billboard)          | 9               |
| Global 200 (Billboard)                  | 2               |
| Grécia (IFPI)                           | 58              |
| França (SNEP)                           | 175             |
| Hungria (Single Top 40)                 | 7               |
| Índia (IMI)                             | 6               |
| Irlanda (IRMA)                          | 87              |
| Japão (Japan Hot 100)                   | 26              |
| Japão (Oricon Combined Singles)         | 40              |
| Lituânia (AGATA)                        | 89              |
| Malásia (RIM)                           | 1               |
| Nova Zelândia (RMNZ)                    | 9               |
| Portugal (AFP)                          | 128             |
| Singapura (RIAS)                        | 2               |
| Coreia do Sul (Gaon)                    | 64              |
| Coreia do Sul (K-pop 100)               | 28              |
| UK Singles (OCC)                        | 68              |
| US Billboard Hot 100                    | 84              |
| US World Digital Song Sales (Billboard) | 1               |

### Tabelas mensais
| Tabela musical (2021)     | Posição de pico |
| ------------------------- | --------------- |
| Coreia do Sul (Gaon)      | 95              |
| Coreia do Sul (K-pop 100) | 88              |

## Histórico de lançamento
| Regiões | Data                   | Formato(s)                 | Gravadora                   | Ref.   |
| ------- | ---------------------- | -------------------------- | --------------------------- | ------ |
| Várias  | 10 de setembro de 2021 | Download digital streaming | YG Entertainment Interscope | [ 7 ]  |
| Itália  | 8 de outubro de 2021   | Contemporary hit radio     | Universal                   | [ 53 ] |